# 埃沃斯梅尔
埃沃斯梅尔是德国下萨克森州的一个市镇。总面积11.56平方公里，总人口845人，其中男性436人，女性409人（2011年12月31日），人口密度73人/平方公里。